# لوك جونز (دراج)
لوك جونز (بالإنجليزية: Luc Jones)‏ هو دراج بريطاني، ولد في 21 نوفمبر 1991.

## وصلات خارجية
- لوك جونز على موقع أرشيف الدراجات (الإنجليزية)